# Cleaver Lake, Timiskaming District
Cleaver Lake är en sjö i Kanada.   Den ligger i Timiskaming District och provinsen Ontario, i den sydöstra delen av landet, 500 km nordväst om huvudstaden Ottawa. Cleaver Lake ligger 327 meter över havet. Arean är 0,15 kvadratkilometer. Den sträcker sig 0,6 kilometer i nord-sydlig riktning, och 0,6 kilometer i öst-västlig riktning.
I omgivningarna runt Cleaver Lake växer i huvudsak blandskog. Trakten runt Cleaver Lake är nära nog obefolkad, med mindre än två invånare per kvadratkilometer.